# Hastina gemmifera
Hastina gemmifera är en fjärilsart som beskrevs av Moore 1867. Hastina gemmifera ingår i släktet Hastina och familjen mätare. Inga underarter finns listade i Catalogue of Life.